# 5號國道 (巴基斯坦)

5號國道（National Highway 5、‎），是巴基斯坦一條國家級公路，南起最大城市卡拉奇，往北經海得拉巴、木爾坦、拉合爾，往西經拉瓦爾品第、白沙瓦重要城市，至與阿富汗接壤的托克哈姆止。全長1,819公里。
此路拉合爾到托克哈姆段是歷史上的大幹道、也是亞洲公路1號線的一部份。